# フユベゴニア
フユベゴニア（英名：lorraine begonia、学名：Begonia × cheimantha）はベゴニア属に属する非耐寒性の多年草である。冬に赤・白・桃色などの一重咲きの花を咲かせるベゴニアであり、日本においては いわゆる「クリスマス」から正月くらいまでの短い間に鉢花として世に出回る。「クリスマスベゴニア」の別称を持つのはそのためとみられ、日本の公共放送局である日本放送協会（ＮＨＫ）のラジオ番組・「ラジオ深夜便」ではこのフユベゴニアの花を12月26日の「誕生日の花」とした上で、その花言葉を「愛の告白」としている。

## 日本における受容
2013年の12月26日には誕生日の花とされたフユベゴニアとその花言葉・「愛の告白」にちなみ、歌人の鳥海昭子氏が、
●ひめやかな片想いなどありましてフユベゴニアを育てています
との短歌を発表した。日本に入ってまだ新しいせいか、俳句の世界では季語とは見なされていないようである。